# لالوند گوردون
لالوند گوردون (انگلیسی: Lalonde Gordon؛ زادهٔ ۲۵ نوامبر ۱۹۸۸) یک دونده اهل ترینیداد و توباگو است. از افتخارات وی میتوان به کسب مدال برنز دو ۴۰۰ متر و ۴×۴۰۰ متر امدادی امدادی در بازی‌های المپیک تابستانی ۲۰۱۲ اشاره کرد.